# 小行星1403
小行星1403（1403 Idelsonia）是一颗围绕太阳公转的小行星。1936年8月13日，格利果利·N·諾伊明在克里米亚发现了此天体。
該小行星以蘇聯理論天文學家瑙姆·艾德爾森命名。
这颗小行星的绝对星等为192.18689等。